# Mustang Ridge
Mustang Ridge – miasto w Stanach Zjednoczonych, w stanie Teksas, w hrabstwie Bastrop.